# Lometa Odom
Lometa Ruth Odom (Washington, 29 novembre 1933 – Amarillo, 27 gennaio 2017) è stata una cestista e allenatrice di pallacanestro statunitense.

## Carriera
Durante la sua permanenza al  Wayland Baptist College, venne nominata 4 volte All-American. Con gli Stati Uniti ha disputato i Giochi panamericani di Città del Messico 1955, dove ha vinto la medaglia d'oro.
Dopo il ritiro ha allenato per 37 anni a livello di high school.
Nel 1992 è stata introdotta nella Wayland Baptist Hall of Honor. Nel 2011 è stata introdotta nella Women's Basketball Hall of Fame.